# محمد ماهر قباقيبي
محمد ماهر قباقيبي(1379 هـ ـ 1960م) هو عالم بيئة مرموق، وأكاديمي ، و إداري ولديه مسيرة مهنية في مجال التعليم العالي والإدارة الأكاديمية والبحث العلمي.

## ولادته وتحصيله
محمد ماهر قباقيبي وَلد في دمشق (1379 هـ ـ 11 أيار 1960م) خريج جامعة دمشق ،كلية العلوم (علوم حيوية) عام 1982.إجازة في العلوم: شعبة العلوم الحيوية الكيميائية، جامعة دمشق (1982).دبلوم الدراسات المعمقة (D.E.A)علم البيئة في حوض البحر الأبيض المتوسط، فرنسا (1985).دكتوراه في العلوم اختصاص علم البيئة، فرنسا (1989) بمرتبة الشرف.

## عمله ووظائفه
- معيد في جامعة دمشق – كلية العلوم: من 17/4/1983 وحتى 4/7/1989 (تخللتها فترة الإيفاد إلى فرنسا للدراسة والتخصص).
- مدرس في كلية العلوم – جامعة دمشق: من 5/7/1989 وحتى 4/7/1994.
- أستاذ مساعد (مشارك) في كلية العلوم – جامعة دمشق: من 5/7/1994 وحتى 4/7/1999.
- أستاذ في كلية العلوم – جامعة دمشق: من 5/7/1999.[1]
- أستاذ عضو هيئة تدريس في كلية المعلمين – المملكة العربية السعودية: 2000-2005.
- مدير الشؤون التعليمية في كلية المعلمين في المملكة العربية السعودية: 2000-2005.
- رئيس قسم العلوم في كلية المعلمين في المملكة العربية السعودية: من 11/9/2004 وحتى 18/6/2005.
- وكيل كلية العلوم للشؤون الإدارية – جامعة دمشق: من 1/9/1997 وحتى 11/9/1998.
- مدير عام مشفى التوليد وأمراض النساء الجامعي (جامعة دمشق): من 11/7/1998 وحتى 26/8/2000.
- معاون وزير التعليم العالي: للفترة الممتدة من عام 2005 وحتى عام 2012، مسؤولاً عن شؤون الجامعات الخاصة والبعثات العلمية.
- رئيس جامعة الرشيد الدولية الخاصة للعلوم والتكنولوجيا: 2012 -2013.
- رئيس الجامعة العربية الدولية الخاصة: للفترة 2013 – 2017، ورئيس مجلس أمنائها.[2]
- رئيس جامعة دمشق: من 22 أكتوبر 2017 وحتى عام 2020.[3][4]
- عضو اللجنة الاستشارية العلمية في هيئة الطاقة الذرية.
- عضو اللجنة الاستشارية العلمية في الهيئة العامة للتقانة الحيوية.
- رئيس شعبة البيئة والتنوع الحيوي في هيئة الموسوعة العربية منذ عام 2013.
- عضو اللجنة الوطنية للإنسان والمحيط الحيوي (MAB) منذ عام 1990.
- عضو اللجنة الاستشارية العلمية لدراسة التنوع الحيوي في الجمهورية العربية السورية.
- أمين سر مجلس إدارة جمعية علوم الحياة (NGO) من 1989 وحتى 2000/8/26.
- عضو اللجنة الوطنية للأمان الحيوي (سابقاً) في الجمهورية العربية السورية.
- المنسق الوطني لبرنامج RAC/SPA للمحميات في سورية (سابقاً).
- خبير في مجمع اللغة العربية[5]

## الجوائز والتكريمات
حاصل على جائزة اليونسكو للباحثين الشباب عام 1991.

## كتبه وآثاره
له العديد من المنشورات العلمية المتخصصة في مجال علم البيئة والتنوع الحيوي، تشمل أوراقًا بحثية منشورة في مجلات علمية محكمة باللغتين الفرنسية والعربية
- علم البيئة.
- التنوع الحيوي.
- الإدارة الأكاديمية.
- سياسات التعليم العالي.
- البحث العلمي.
- التعاون الدولي في المجالات العلمية والبيئية.